# میان‌ستاره‌ای (فیلم)
میان‌ستاره‌ای (انگلیسی: Interstellar) فیلمی علمی-تخیلی و حماسی به کارگردانی کریستوفر نولان است که در ۲۰۱۴ منتشر شد. فیلم‌نامهٔ این فیلم را نولان به همراه برادرش جاناتان نوشته است. فیزیکدان نظری، کیپ تورن یکی از تهیه‌کنندگان اجرایی و مشاور علمی فیلم است. در این فیلم متیو مک‌کانهی، ان هتوی، جسیکا چستین، بیل اروین، الن برستین، مت دیمون، و مایکل کین ایفای نقش کرده‌اند. این فیلم در فضایی ویران‌شهری جریان دارد که بشریت در تلاش است تا زنده بماند. داستان آن دربارهٔ فضانوردانی است که از طریق کرم‌چاله‌ای در نزدیکی زحل به کهکشان دیگری سفر می‌کنند تا سیارهٔ قابل سکونتی بیابند.
وارنر برادرز که پیش‌تر تهیه‌کنندگی و توزیع برخی فیلم‌های نولان را بر عهده داشت، با پارامونت — استودیوی رقیب خود — مذاکره کرد تا آن‌ها هم روی این فیلم سرمایه‌گذاری کنند. لجندری پیکچرز نیز از سرمایه‌گذاران بود. سینکاپی و لیندا اوبست پروداکشنز نیز از تهیه‌کنندگان این فیلم بودند. نولان هویته ون هویتما را به عنوان مدیر فیلمبرداری استخدام کرد زیرا والی فیستر مشغول کارگردانی اولین فیلم خود برتری بود. برای فیلمبرداری، نولان از فرمت آنامورفیک ۳۵ میلی‌متری و آی‌مکس ۷۰ میلی‌متری استفاده کرد. فیلمبرداری در سه ماه پایانی سال ۲۰۱۳ در آلبرتای کانادا، جنوب ایسلند و لس آنجلس انجام شد. شرکت دابل نگتیو مسئول طراحی و اجرای جلوه‌های ویژهٔ این فیلم بود.
مراسم فرش قرمز میان‌ستاره‌ای ۲۶ اکتبر ۲۰۱۴ در لس آنجلس برگزار شد. این فیلم در فروش موفق بود و نظرات مثبت منتقدان را در پی داشت. منتقدان اجراها، کارگردانی، فیلم‌نامه، موسیقی، جلوه‌های بصری، مضامین و وزن احساسی‌اش را تحسین کرده‌اند. این فیلم همچنین به دلیل دقت علمی و به تصویر کشیدن اخترفیزیک نظری از سوی بسیاری از ستاره‌شناسان تحسین شد. این فیلم در جوایز اسکار نامزد دریافت پنج جایزه شد و از این بین موفق به دریافت جایزه بهترین جلوه‌های ویژه گردید. میان‌ستاره‌ای همچنین برنده چند جایزه دیگر برای جلوه‌های ویژه، فیلمبرداری و موسیقی فیلم شده است.

## داستان
در سال ۲۰۶۷ میلادی، زمین به علت آتشک محصولات کشاورزی رو به نابودی است و هر روز محصولات بیشتری نابود می‌شود. کوپر (متیو مک‌کانهی) خلبان سابق ناسا که حالا کشاورز شده به همراه پدر زن، پسر جوان و دختر ۱۰ ساله‌اش در یک مزرعه زندگی می‌کنند. مورفی (دختر کوپر) معتقد است که در اتاقش یک شبح وجود دارد که سعی دارد با او ارتباط برقرار کند. کوپر و مورفی کشف می‌کنند شبح یک هوش ناشناخته است که با ارسال پیام با استفاده از امواج گرانشی مختصات دستگاه اعداد دودویی در گرد و غبار به جا می‌گذارد که این مختصات آن‌ها را به تأسیسات مخفی ناسا که توسط پروفسور جان برند (مایکل کین) رهبری می‌شود، راهنمایی می‌کند. برند فاش می‌کند یک کرم‌چاله که توسط هوش بیگانه ساخته شده احتمالاً آن‌ها را به یک سیاره جدید که امیدی برای زنده ماندن و ادامه نسل بشر است راهنمایی می‌کند. مأموریت لازاروسِ ناسا، سه سیاره را که به دور یک سیاه‌چاله غول‌پیکر (گارگَنچوا) می‌چرخند، به صورت احتمالی قابل سکونت تشخیص داده است: میلر، ادموندز و مَن نام این سیاره‌هاست که هر کدام نام فضانوردانی است که به سمت آن‌ها رفته‌اند. برند کوپر را استخدام می‌کند تا یک سفینه فضایی به اسم اِندورنس را رهبری کند تا اطلاعات آن فضانوردان را به دست بیاورد. اگر یکی از سیارات قابل سکونت باشد بشریت به دنبال او خواهند رفت. عزیمت کوپر، مورفی را به شدت ناراحت می‌کند و این دو در شرایط بدی از هم جدا می‌شوند.
در اندورنس، کوپر به تیمی متشکل از، آملیا (ان هتوی) دختر برند که زیست‌شناس است، دانشمندان رُمیلی (دیوید گیسی) و دویل (وس بنتلی) و دو ربات به اسم‌های تارس و کیس می‌پیوندد. آن‌ها وارد کرم‌چاله می‌شوند و به سمت میلر می‌روند اما پی می‌برند که سیاره آن‌قدر به گارگَنچوا نزدیک است که تجربه شدید اتساع زمان گرانشی ایجاد می‌کند، به این معنی که هر یک ساعت روی سطح سیاره به اندازه ۷ سال بر روی زمین است. آن‌ها بر روی سیاره فرود می‌آیند. معلوم می‌شود سطح آن پوشیده شده از یک اقیانوس کم عمق است که موج‌هایی غول‌آسا دارد. در حالی که آملیا تلاش می‌کند اطلاعات میلر را بهبود دهد، یک موج عظیم به آن‌ها نزدیک می‌شود و دویل را می‌کُشد و باعث می‌شود که عزیمت آن‌ها به تأخیر بیفتد. وقتی آن‌ها به اندورنس برمی‌گردند ۲۳ سال گذشته است.
در زمین مورف جوان به عنوان یک دانشمند در ناسا به کمک پروفسور برند بر روی معادله‌ای کار می‌کند که ناسا را قادر می‌سازد یک ایستگاه فضایی عظیم را که از طریق گرانش کار می‌کند، راه‌اندازی کند. وقتی که پروفسور برند در بستر مرگ است اذعان می‌کند که او مشکل را مدت‌ها قبل حل کرده و می‌دانسته که نقشه A غیرممکن است. او یافته‌ها و ایمان خود را روی نقشه B یعنی استفاده از جنین بارور و شروع بشریت از نو گذاشته است. اما مورفی معتقد است نتیجه‌گیری پروفسور برند با اضافه کردن اطلاعات از تکینگی گرانشی یک سیاه‌چاله می‌تواند کار کند.
با کم شدن سوخت اندورنس تنها می‌تواند به یک سیاره دیگر برود قبل از این که به زمین برگردد. بعد از یک رأی‌گیری تیم سیاره مَن را انتخاب می‌کند، به دلیل این که از آن همچنان داده منتقل می‌شود. اما آن‌ها با سیارهٔ یخ زده‌ای روبه‌رو می‌شوند که قابل سکونت نیست. دکتر مَن (مت دیمون) می‌دانسته که نقشه B هدف اصلی این مأموریت بوده، به همین دلیل اطلاعات جعلی را به اندورنس فرستاده تا آن‌ها به کمک وی بیایند. مَن لباس فضانوردی کوپر را می‌شکند تا او بمیرد و فرار می‌کند تا با یک شاتل به اندورنس برسد. رامیلی توسط یک بمب که مَن برای حفاظت از رازهایش کار گذاشته بود کشته می‌شود. آملیا کوپر را نجات می‌دهد و با یک شاتل دیگر به دنبال اندورنس می‌روند. مَن شاتل را به‌طور اشتباه به اندورنس متصل می‌کند. محفظه هوا می‌ترکد و من کشته می‌شود و آسیب‌های جدی به اندورنس وارد می‌شود، اما کوپر با استفاده از شاتل، اندورنس را بار دیگر تحت کنترل خود درمی‌آورد.
کوپر و آملیا برای فرار از گرانش سیاه چاله نقشه‌ای را تنظیم می‌کنند تا به سیاره ادموندز بروند. آملیا به سیاره می‌رود ولی کوپر و تارس به داخل سیاه چاله می‌روند و برای به دست آوردن اطلاعات از خود گذشتگی می‌کنند. آن‌ها به یک فضای چهاربعدی تسرکت، که در آن، زمان به عنوان یک بعد فضایی ظاهر می‌شود و کوپر تصویر اتاق خواب مورف را در تمامی لحظات موجود (بی‌نهایت لحظه) می‌بیند، وارد می‌شوند. کوپر متوجه می‌شود موجودات بیگانه همان انسان‌های پیشرفتهٔ آینده‌اند و این فضا را ساخته‌اند تا او بتواند با مورفی ارتباط برقرار کند و بشریت را نجات دهد. کوپر با استفاده از امواج گرانشی و از طریق دادن کد تکینگی گرانشی به ساعت مورف جوان و کامل کردن معادله برند، بشریت را نجات می‌دهد. کوپر بعد از سال‌ها در یکی از ایستگاه‌های فضایی بیدار می‌شود و با مورف پیر ملاقات می‌کند، کسی که مانع از نابودی بشریت شده است. در پایان مورف به کوپر می‌گوید تا به دنبال آملیا که در سیاره ادموندز زندگی را آغاز کرده و در حال عملی کردن نقشه B هست، برود.

## بازیگران
- متیو مک‌کانهی در نقش کوپر
- ان هتوی در نقش املیا برند
- دیوید گیسی در نقش رومیلی
- مت دیمون در نقش دکتر من
- جسیکا چستین در نقش مورفی، دختر کوپر
  - مک‌کنزی فوی در نقش مورفی جوان
  - الن برستین در نقش مورفی پیر
- مایکل کین در نقش پروفسور برند
- کیسی افلک در نقش تام
  - تیموتی شلمی در نقش تام جوان
- جان لیسگو در نقش دونالد
- توفر گریس در نقش گتی
- دیوید اویلوو در نقش مدیر مدرسه
- ویلیام دیون در نقش کارمند عالی‌رتبه ناسا

## ساخت

### آماده‌سازی و تأمین مالی

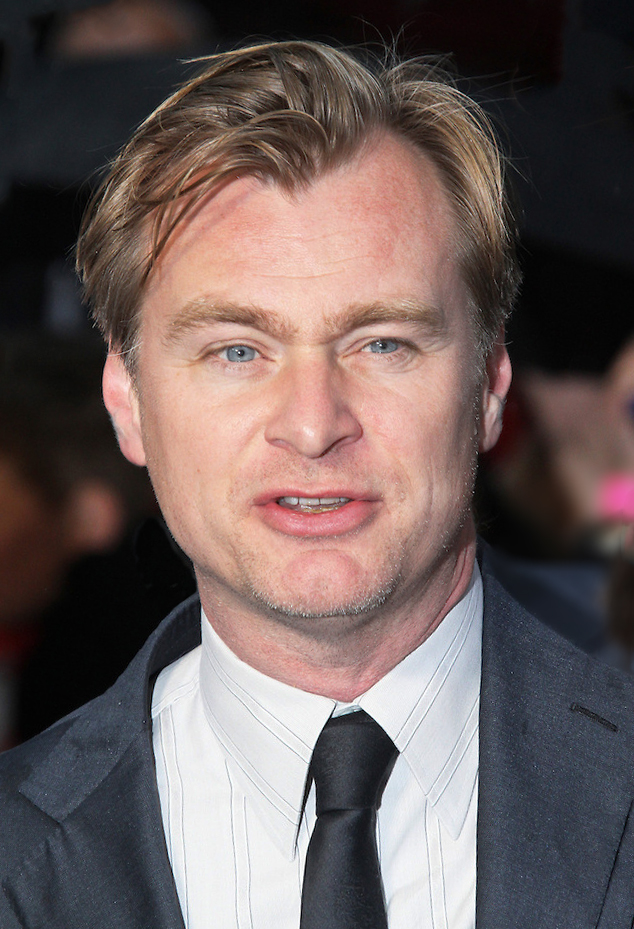
کارگردان کریستوفر نولان

ایدهٔ ساخت فیلم توسط لیندا ابست و فیزیکدان نظری کیپ تورن که در سال ۱۹۹۷ برای ساخت فیلم تماس همکاری کرده بود، داده شد و دو سناریو براساس کارهای تورن نوشته شد و استیون اسپیلبرگ برای ساخت آن ابراز علاقه کرد. آماده‌سازی فیلم در ژوئن ۲۰۰۶ آغاز شد، وقتی که اسپیلبرگ و پارامونت پیکچرز اعلام کردند قرار است فیلمی علمی‌تخیلی براساس پیش‌نویس فیلم‌نامهٔ ۸ صفحه‌ای که توسط ابست و تورن نوشته شده، ساخته شود. ابست به عنوان تهیه‌کننده به این پروژه پیوست و در مارس ۲۰۰۷ جاناتان نولان برای نوشتن فیلم‌نامه استخدام شد.
در سال ۲۰۰۹ اسپیلبرگ کمپانی خود دریم‌ورکس را از پارامونت به شرکت والت دیزنی برد، و پارامونت به یک کارگردان جدید برای ساخت میان ستاره‌ای نیاز داشت. جاناتان نولان برادرش کریستوفر را پیشنهاد کرد، و او در سال ۲۰۱۲ به پروژه افزوده شد. نولان با کیپ تورن ملاقات کرد و بعد او به عنوان تهیه‌کنندهٔ اجرایی به پروژه پیوست تا در مورد مسئلهٔ فضازمان در داستان بحث کند. در ژانویهٔ ۲۰۱۳ پارامونت و کمپانی برادران وارنر اعلام کردند که با کریستوفر نولان در حال مذاکره برای کارگردانی میان ستاره‌ای هستند. نولان گفت که او می‌خواهد دوباره هدف پرواز فضایی بشر را پیش ببرد. او در نظر گرفت تا فیلم‌نامه را براساس ایده‌های خودش با فیلم‌نامهٔ برادرش ادغام کند. سرانجام در مارس نولان تأیید کرد که کارگردانی میان ستاره‌ای را بر عهده می‌گیرد، که توسط کمپانی خودش سینکاپی و لیندا ابست پروداکشن ساخته خواهد شد. مجلهٔ هالیوود ریپورتر اعلام کرد که دستمزد نولان ۲۰ میلیون دلار و ۲۰٪ از سود فروش فیلم خواهد بود. نولان برای تحقیق و پژوهش در مورد فیلم، به ناسا رفت و همچنین به صورت خصوصی از برنامهٔ اسپیس‌اکس دیدن کرد.
با وجود اینکه کمپانی برادران وارنر که در سری فیلم‌های بتمن نولان به همراه سینکاپی همکاری داشته‌اند اما در فیلم میان ستاره‌ای با پارامونت که رقیب هم به حساب می‌آیند، همکاری کردند. در اوت ۲۰۱۳ کمپانی لجندری پیکچرز یک قرارداد را برای تأمین مالی حدود ۲۵٪ از تولید فیلم نهایی کرد. اگرچه آن‌ها موفق نشدند همکاری هشت سالهٔ خود را برای بقیهٔ فیلم‌ها با برادران وارنر تجدید کنند. بنا به گزارش‌ها کمپانی لجندری برای سهم داشتن در این فیلم از تأمین مالی فیلم بتمن و سوپرمن: طلوع عدالت چشم‌پوشی کرده است.

### نویسندگی
نویسنده جاناتان نولان توسط کارگردان اسپیلبرگ استخدام شده بود تا فیلم‌نامه را بنویسد، و به مدت چهار سال روی فیلم‌نامه کار کرد. او برای یادگیری علوم، درس نظریهٔ نسبیت را در دانشگاه مؤسسهٔ فناوری کالیفرنیا برای نوشتن فیلم‌نامه خواند. جاناتان گفت که نسبت به پایان برنامهٔ شاتل‌های فضایی و تأمین مالی نشدن مأموریت سفر بشر به مریخ بدبین بوده است. نویسنده از فیلم‌های آخرالزمانی مانند وال-ئی و آواتار الهام گرفته است. مجلهٔ انترتینمنت ویکلی در اظهار نظری گفت: «او داستان خود را در آینده‌ای که ویران شده قرار داده ولی با جامعه‌ای که ناامیدی را قبول نمی‌کند.» کریستوفر نولان بر روی چند فیلم‌نامهٔ علمی تخیلی دیگر کار کرده بود، اما تصمیم گرفت تا فیلم‌نامهٔ میان ستاره‌ای را برای کارگردانی انتخاب کند. کریستوفر از همان نخست با جاناتان در مورد کاهش منابع روی زمین در آینده‌ای نزدیک، هم‌عقیده بود. محیط فیلم از کاسهٔ گرد و غبار که در جاهایی در آمریکا در زمان رکود بزرگ دههٔ ۱۹۳۰ اتفاق می‌افتد، الهام گرفته شده است.

### انتخاب بازیگران
کارگردان نولان گفت که بازی متیو مک‌کانهی را در فیلم ماد دیده و پسندیده، و یک فرصت برای دیدن او توسط یکی از تهیه‌کنندگان فیلم به نام آرون رایدر، که دوست نولان است به دست آورده. وقتی که مک‌کانهی برای فیلمبرداری سریال کارآگاه حقیقی در نیواورلئان، لوئیزیانا بوده، وی را در خانه‌اش ملاقات کرده. ان هتوی هم به خانهٔ نولان دعوت شده و در آنجا فیلم‌نامه را خوانده. در آوریل ۲۰۱۳م پارامونت اعلام کرد که این دو بازیگر نقش‌های اصلی فیلم هستند. نولان شخصیت مک‌کانهی در فیلم را یک مرد معمولی توصیف می‌کند که بینندگان به وسیلهٔ او داستان را تجربه می‌کنند. جسیکا چستین وقتی که در ایرلند شمالی برای فیلم‌برداری فیلم خانوم جولی بوده، با وی تماس گرفته شده و فیلم‌نامه برایش ارسال شده. همچنین مت دیمون هم در اواخر اوت ۲۰۱۳ به فیلم اضافه شد و صحنه‌هایش را در ایسلند فیلمبرداری کرد.

### فیلمبرداری
نولان میان ستاره‌ای را با فرمت آنامورفیک نگاتیو ۳۵ میلیمتری و آی‌مکس فیلمبرداری کرده است. هویته ون هویتما برای فیلمبرداری فیلم، استخدام شد، در حالی که فیلمبردار تمامی فیلم‌های پیشین نولان یعنی والی فیستر که به دلیل کارگردانی فیلم خودش برتری نتوانست به این پروژه اضافه شود. در این فیلم از دوربین‌های آی‌مکس بیشتر از تمامی فیلم‌های پیشین نولان استفاده شد. برای به حداقل رساندن استفاده از تصاویر کامپیوتری، کارگردان بیشتر مکان‌های مورد استفاده مانند داخل یک شاتل فضایی را ساخت. ون هویتما برای فیلمبرداری از سکانس‌های داخلی، دوربین‌های آی‌مکس را برای استفاده دستی مجهز کرد. برخی از سکانس‌های فیلم، با یک دوربین آی‌مکس که بر دماغهٔ یک لیرجت نصب شده بود، فیلمبرداری شده.
نولان، کسی که به پنهان‌کاری از اطلاعات در ساخت فیلم‌هایش معروف است، برای اطمینان از محرمانه ماندن میان ستاره‌ای تلاش کرد. روزنامهٔ وال استریت ژورنال طی گزارشی نوشت: «فیلمساز معروف مرموز، مدت زیادی است که از فیلم‌نامهٔ میان ستاره‌ای محافظت می‌کند؛ مانند بلاکباستر بزرگ سه‌گانهٔ شوالیهٔ تاریکی.» به عنوان یک اقدام امنیتی میان ستاره‌ای تحت نام نامهٔ فلورا فیلمبرداری شد؛ فلورا نام یکی از چهار فرزند کریستوفر نولان و اما توماس است.

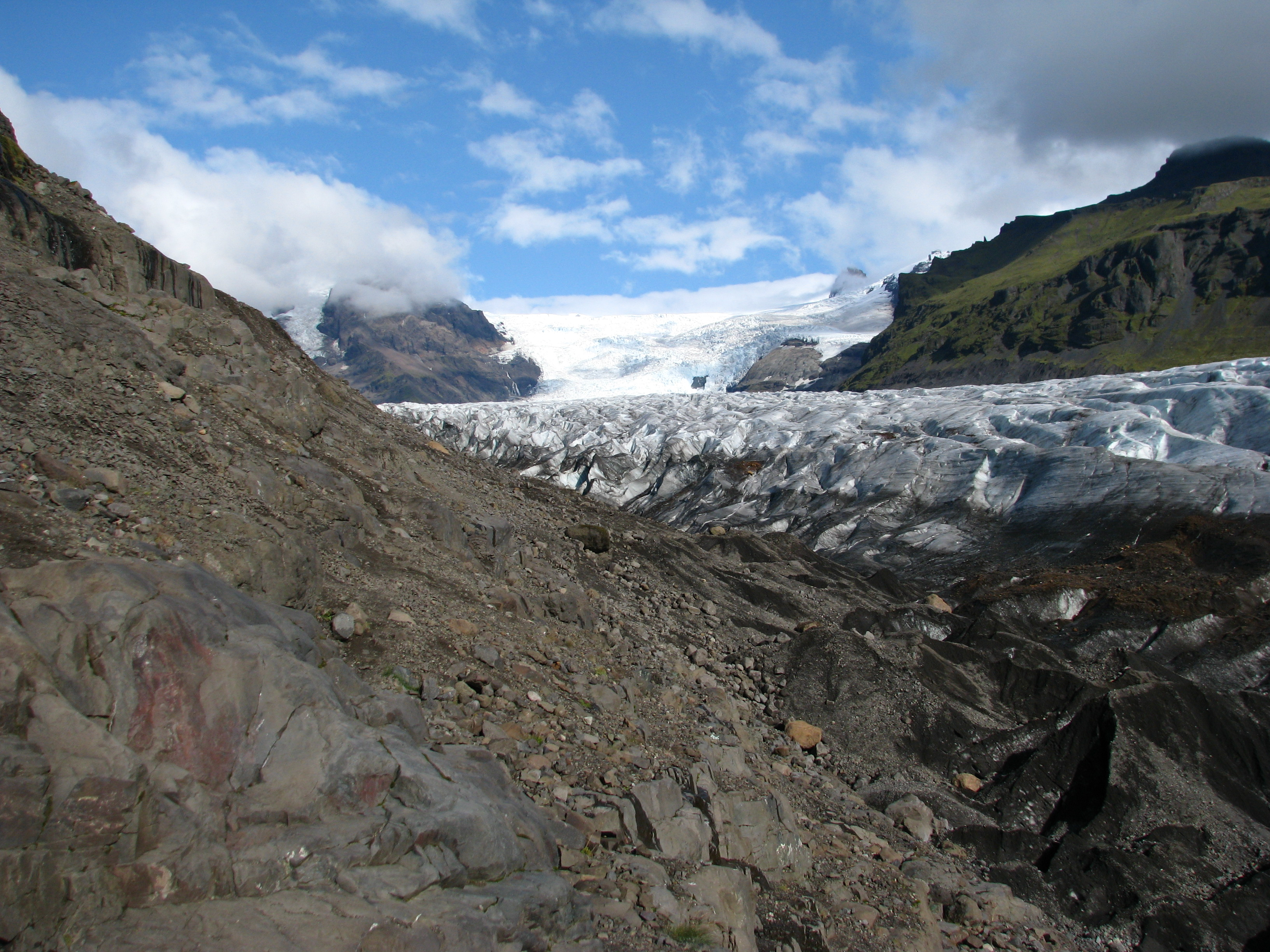
یخبندان Svínafellsjökull در ایسلند که در سکانس‌های مربوط به سیاره من در فیلم استفاده شده است.

فیلم‌برداری فیلم قرار بود چهار ماه طول بکشد. فیلمبرداری در ۶ اوت ۲۰۱۳ در استان آلبرتا، کانادا شروع شد. شهرهای آلبرتا که در آن‌ها فیلمبرداری صورت گرفت شامل لث‌بریج، نانتون، لانگ ویو و اکتکس بود. در اکتکس فیلمبرداری در جاهایی مانند استادیوم سی من و اولد تون پلازا صورت گرفت. برای صحنهٔ مزرعهٔ ذرت، طراح صحنه ناتان کراولی ۵۰۰ هکتار ذرت را که در یکی از سکانس آخرالزمانی طوفان‌شن قرار بود نابود شود را کاشت.
سکانس‌های اضافی که شامل طوفان شن و کاراکتر مک کانهی می‌شود در فورت مکلود، جایی که در آن ابرهای بزرگ گرد و غبار برای لوکیشنی که در آن از پنکه بزرگ برای وزیدن مخلوطی از الیاف و گردو غبار در هوا استفاده شده بود، فیلمبرداری شد. فیلمبرداری در استان تا ۹ سپتامبر ۲۰۱۳ به طول انجامید، و در حدود ۱۳۰ نفر خدمه که اکثراً افراد محلی بودند را مشغول کار کرد.
همچنین فیلمبرداری، در ایسلند نیز صورت گرفت؛ جایی که پیشتر نولان در آن صحنه‌هایی از فیلم بتمن آغاز می‌کند را در سال ۲۰۰۵ فیلمبرداری کرده بود. خدمهٔ یک سفینهٔ ساختگی که در حدود ۴٬۵۰۰ کیلوگرم وزن داشت را به این کشور بردند، که برای نمایش دادن دو سیارهٔ فرازمینی انتخاب شده بود؛ یکی پوشیده از یخ و دیگری آب. یک تا دو هفته مدت فیلمبرداری برای فیلم برنامه‌ریزی شده بود و حدود ۳۵۰ نفر که ۱۳۰ نفر از آن‌ها بومی بودند بر روی پروژه کار کردند. صحنه‌های شامل یخبندان‌های طبیعی در Svínafellsjökull در شهر کلاستر فیلمبرداری شد. در زمان فیلمبرداری صحنه‌های آب در ایسلند نزدیک بود تا ان هتوی دچار سرمازدگی شود، به دلیل اینکه لباس خشکی که پوشیده بود، به خوبی محافظت نشده بود.
پس از فیلمبرداری در ایسلند، گروه به لس آنجلس نقل مکان کرد برای ادامهٔ فیلمبرداری به مدت ۵۴ روز ادامه یافت. فیلم‌برداری در کالیفرنیا شامل هتل وستین بوناونتوره، مرکز کنوانسیون لس آنجلس، کولور سیتی شرکت سونی پیکچرز، و یک اقامتگاه خصوصی در التادنا بود. فیلمبرداری در دسامبر ۲۰۱۳ به پایان رسید، و نولان مراحل تدوین فیلم برای اکران آن در سال ۲۰۱۴ را آغاز کرد. تولید فیلم با هزینه‌ای بالغ بر ۱۶۵ میلیون دلار به پایان رسید؛ ۱۰ میلیون دلار کمتر از هزینه‌ای که پارامونت، برادران وارنر و لجندری پیکچرز اختصاص داده بودند.

### طراحی صحنه
میان ستاره‌ای دارای سه فضاپیما به نام‌های رنجر، اندورنس و لندر است. کار رنجر مانند یک شاتل فضایی است: ورود و خروج از جو زمین. ساختار اندورنس مانند داریه است که شامل دوازده کپسول می‌باشد: چهار کپسول تجهیزات سفر به سیاره، چهار کپسول موتور و چهار کپسول با توابع دائم کابین خلبان، آزمایشگاه‌های پزشکی و مسکن. طراح صحنه ناتان کراولی، اعلام کرد که اندورنس را براساس طرح ایستگاه فضایی بین‌المللی طراحی شده است. وی همچنین گفت: «این یک میش-مش واقعی از انواع فناوری است. این مانند یک زیردریایی در فضا است. همهٔ فضای استفاده شده برای یک هدف استفاده شده. در نهایت، لندر برای حمل‌ونقل استفاده می‌شود. کراولی آن را با یک هلیکوپتر بزرگ روسی مقایسه کرده است.»
در فیلم همچنین از دو ربات به نام‌های تارس و کیس استفاده شده است. نولان سعی کرد تا از ساخت ربات‌های انسان‌دیسی جلوگیری کند به همین دلیل او ربات خود را چهارضلعی ساخت. کارگردان گفت: این یک فلسفهٔ طراحی خیلی پیچده داشت. آن‌ها را براساس ریاضیات ساختم. بیل ایروین هم صداگذاری و هم به صورت فیزیکی نقش دو ربات را بازی کرد. اما برای صداگذاری کیس یک نفر دیگر جایگزین شد.

### طراحی صدا
مهندس صدا گرگ لندکر و لری ریزو مراحل آمیختن صدا فیلم را به سرپرستی تدوینگر ریچارد کینگ کردند. نولان گفت که می‌خواسته صدابرداری فیلم را میکس کند تا نسبت به تجهیزات حاضر در سینما آوانتاژ بیشتری داشته باشد.

### موسیقی
هانس زیمر که در سه‌گانهٔ شوالیهٔ تاریکی با نولان همکاری کرده بود، در این فیلم نیز این همکاری را ادامه داد. نولان و زیمر برنامه‌ریزی کردند تا فراتر از سه‌گانه بروند و یک کار منحصربه‌فرد انجام دهند. زیمر گفت: «موسیقی، صدا و چیزهایی را که ما ساختیم را کمی از چکیدهٔ آن‌ها را می‌توان در فیلم دیگران دید، به همین دلیل ما آن را دوباره خواهیم ساخت.» زیمر همچنین گفت که نولان هیچ فیلمنامه‌ای به وی نداده و در عوض در یک صفحه داستان را به او داده. نولان اعلام کرد که به زیمر گفته که «من به تو یک پاکت نامه که در آن یک نامه است، می‌دهم، که در آن داستان اصلی را نوشته و تو یک روز فرصت داری تا روی آن کار کنی، و بعد آن را به من نشان می‌دهی.» و بعد زیمر را در آغوش گرفته. زیمر برای فیلم ۴۵ جلسه انجام داد که سه بار بیشتر از فیلم تلقین است. آلبوم موسیقی در ۱۸ نوامبر توزیع شد.

### جلوه‌های ویژه
شرکت جلوه‌های بصری دابل نگاتیو که در سال ۲۰۱۰، برای فیلم تلقین با نولان همکاری داشتند، کار ساخت جلوه‌های ویژهٔ این فیلم را بر عهده داشت. سرپرست جلوه‌های ویژه اعلام کرد که جلوه‌ای ویژه فیلم بزرگتر از فیلم شوالیه تاریکی برمی‌خیزد یا تلقین نیست، اما برای میان ستاره‌ای آن‌ها افکت‌ها را نخست ساختند، و سپس پروژکتورهای دیجیتالی می‌توانستند آن‌ها را پشت سر بازیگران به صحنه بیاورند، بنابراین آن‌ها از پردهٔ سبز استفاده نکرده‌اند.
سفینه‌های فضایی رنجر، اندورنس و لندر با افکت‌های مینیاتوری که توسط ناتان کراولی و با همکاری شرکت نیو دیل استودیو به خاطر مخالفت نولان برای استفاده از تصاویر کامپیوتری، ساخته شده است.

## دقت علمی

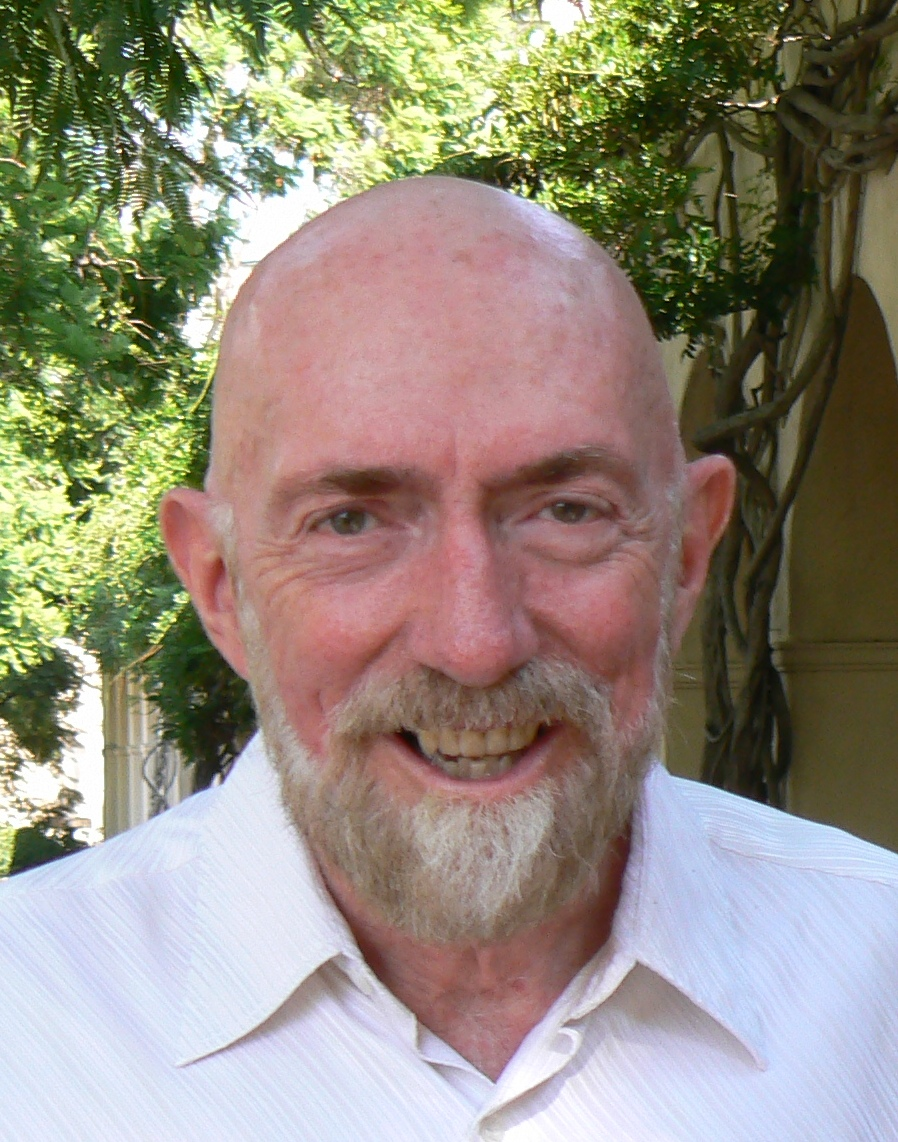
کیپ تورن، فیزیکدان نظری، مشاور علمی و مدیر اجرایی تولید فیلم بود.

## انتشار

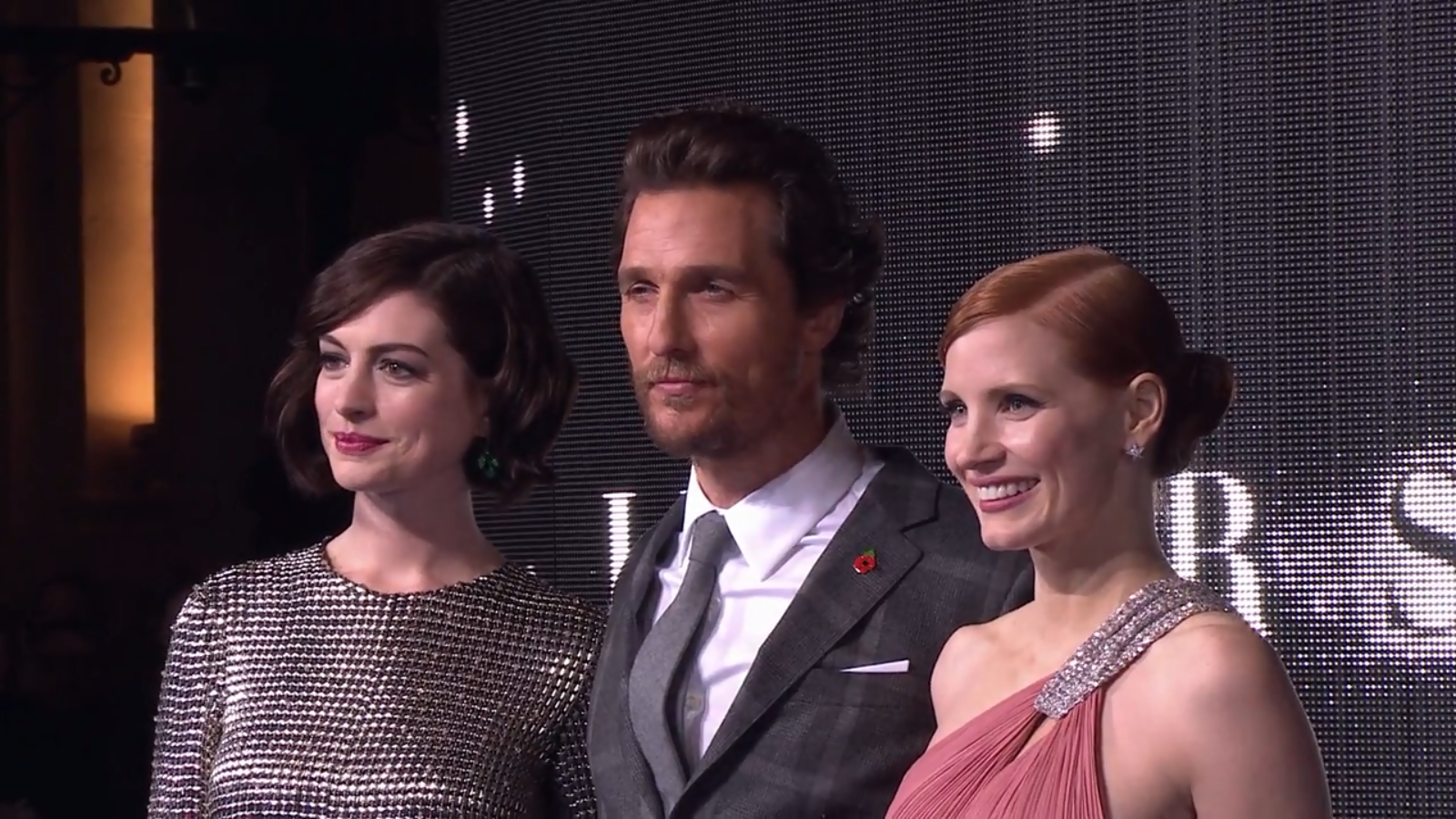
بازیگران این فیلم.